# Dème de Káto Ólympos
Le dème de Káto Ólympos, en grec moderne : Δήμος Κάτω Ολύμπου, est un ancien dème du district régional de Larissa, en Thessalie, Grèce. Depuis 2010, il est fusionné au sein du dème de Tempé.
Selon le recensement de 2011, la population du dème compte 3 496 habitants.